# Thirumangalam
Thirumangalam là một thành phố và khu đô thị của quận Madurai thuộc bang Tamil Nadu, Ấn Độ.

## Địa lý
Thirumangalam có vị trí 13°05′B 80°13′Đ / 13,09°B 80,21°Đ Nó có độ cao trung bình là 12 mét (39 feet).

## Nhân khẩu
Theo điều tra dân số năm 2001 của Ấn Độ, Thirumangalam có dân số 43.371 người. Phái nam chiếm 50% tổng số dân và phái nữ chiếm 50%. Thirumangalam có tỷ lệ 80% biết đọc biết viết, cao hơn tỷ lệ trung bình toàn quốc là 59,5%: tỷ lệ cho phái nam là 85%, và tỷ lệ cho phái nữ là 75%. Tại Thirumangalam, 10% dân số nhỏ hơn 6 tuổi.